# 艾迪·布洛克
艾迪·布洛克，是漫威漫畫中的虛構反英雄兼超級反派角色，由大衛·米凱里尼和陶德·麥法蘭共同創作。艾迪·布洛克首次於《蜘蛛人之網》#18中登場。

## 人物
小艾德華·「艾迪」·查爾斯·艾倫·布洛克（Edward "Eddie" Charles Allan Brock Jr.）出生於美國加州舊金山的一個羅馬天主教家庭裡，母親在他出生後死於併發症，因此父親對他十分冷漠和不滿。艾迪的學業和體育成績都不錯，雖然試圖以此獲得父親的認同，但父親依舊對他冷淡。
在大學裡，艾迪在一個歷史課堂上得知水門事件的始末後了解到流言蜚語的力量，因而決定從歷史學轉讀新聞學，艾迪深信就算是謊言，只要能講到有人相信也能成真；心術不正的艾迪更將所學應用於生活上，靠說謊騙女友與他一起成為《環球日報》的記者。
某天，一位名為格雷格的人自稱是連環殺手食罪者並私下聯絡艾迪，格雷格想請艾迪為他撰寫專欄，艾迪未求證真偽便寫出一系列專題報導而聲名大噪，一舉成為環球日報的當紅台柱，這段期間艾迪名利雙收並幾乎成為全美國最有名的記者。急於破案的政府當局施壓要求艾迪直接揭露兇手的身份，艾迪不得已只好公佈食罪者為格雷格，然而真正的食罪者不久後即被蜘蛛人逮捕，長期聯繫艾迪的格雷格也只是一名想變得有名的冒牌貨，艾迪也因報導假新聞而身敗名裂並被解僱，妻子也因此離他而去，當初常說謊唬人的艾迪反而落了一個被騙的報應。
艾迪把所有的不幸遭遇都歸咎於蜘蛛人，責怪他抓住真正的食罪者而害自己失去一切。後來艾迪前往教堂祈禱告解，但告解內容盡是對蜘蛛人的怨恨與詛咒，告解結束後艾迪決定上教堂頂部的鐘樓自殺，結束一無所有的苦悶人生，恰巧蜘蛛人先前曾經於這個教堂與外星共生體奮戰，共生體被教堂的鐘聲逼離蜘蛛人的身體後一直躲在鐘樓等待一名新的宿主，艾迪步上鐘樓後馬上就被共生體纏上，因為同樣對蜘蛛人存在恨意而使兩者一拍即合，共生體賦予了艾迪強大的力量並透露出蜘蛛人的真實身份是彼得·帕克，艾迪與共生體於是合稱「猛毒」並從此開始向蜘蛛人展開一連串報復與攻擊。

## 其他媒體

### 電視
- 《蜘蛛人》：由漢克·阿扎里亞配音。
- 《超級蜘蛛人（英语：Spider-Man Unlimited）》：由布瑞恩·德拉蒙德配音。
- 《神奇蜘蛛人》：由班傑明·迪金（英语：Benjamin Diskin）配音。
- 《終極蜘蛛俠》：由西恩·薛梅勒（英语：Sean Schemmel）配音。

### 電影
- 蜘蛛人三部曲：由陶佛·葛瑞斯飾演艾迪·布洛克。
  - 《蜘蛛俠3》（2007年）[1]
- 索尼影業蜘蛛人宇宙：由湯姆·哈迪飾演艾迪·布洛克（英语：Venom (Sony's Spider-Man Universe)）[2][3]。
  - 《猛毒》（2018年）
  - 《猛毒2：血蜘蛛》（2021年）
  - 《猛毒最終章：最後一舞》（2024年）
- 漫威電影宇宙：由湯姆·哈迪回歸飾演艾迪·布洛克。
  - 《蜘蛛人：無家日》（2021年）：片尾客串

### 遊戲
- 《神奇蜘蛛人VS金霸王（英语：The Amazing Spider-Man vs. The Kingpin）》
- 《蜘蛛人與猛毒：極度大屠殺（英语：Spider-Man and Venom: Maximum Carnage）》
- 《猛毒/蜘蛛人：分離焦慮（英语：Venom/Spider-Man: Separation Anxiety）》
- 《神奇的蜘蛛人：致命的敵人（英语：The Amazing Spider-Man: Lethal Foes）》
- 《蜘蛛人（英语：Spider-Man (1995 video game)）》
- 《漫威對卡普空：超級英雄的衝突（英语：Marvel vs. Capcom: Clash of Super Heroes）》
- 《漫威對卡普空2：英雄的新時代（英语：Marvel vs. Capcom 2: New Age of Heroes）》
- 《漫威對卡普空：無限（英语：Marvel vs. Capcom: Infinite）》
- 《蜘蛛人（英语：Spider-Man (2000 video game)）》
- 《終極蜘蛛人（英语：Ultimate Spider-Man (video game)）》
- 《漫威復仇女神：不完美的崛起（英语：Marvel Nemesis: Rise of the Imperfects）》
- 《Marvel：復仇者聯盟（英语：Marvel: Avengers Alliance）》
- 《蜘蛛俠3》
- 《蜘蛛人：是敵是友（英语：Spider-Man: Friend or Foe）》
- 《蜘蛛人：暗影之網（英语：Spider-Man: Web of Shadows）》
- 《Marvel：終極聯盟2（英语：Marvel: Ultimate Alliance 2）》
- 《漫威超級英雄戰隊Online（英语：Marvel Super Hero Squad Online）》
- 《蜘蛛人：時間裂痕（英语：Spider-Man: Edge of Time）》
- 《漫威復仇者聯盟：爭奪地球（英语：Marvel Avengers: Battle for Earth）》
- 《漫威英雄 Online》
- 《乐高漫威超级英雄》
- 《Marvel：復仇者聯盟（英语：Marvel: Avengers Alliance）》
- 《迪士尼無限世界：漫威超級英雄》
- 《蜘蛛人：飛越無限（英语：Spider-Man Unlimited (video game)）》
- 《漫威復仇者學院（英语：Marvel Avengers Academy）》
- 《樂高漫威超級英雄2（英语：Lego Marvel Super Heroes 2）》
- 《漫威英雄：終極聯盟3》
- 《漫威午夜之子》
- 《漫威爭鋒》：由史蒂夫·布魯姆配音。

## 外部連結
- Venom (Eddie Brock) （页面存档备份，存于） 超級英雄數據庫
- Anti-Venom (Eddie Brock) （页面存档备份，存于） 超級英雄數據庫
- Toxin (Eddie Brock) （页面存档备份，存于） 超級英雄數據庫